# Byttneria jaramilloana
Byttneria jaramilloana är en malvaväxtart som beskrevs av L. J. Dorr. Byttneria jaramilloana ingår i släktet Byttneria och familjen malvaväxter. Inga underarter finns listade i Catalogue of Life.